# Juncos
Juncos é umas das 78 municipalidades de Porto Rico localizada na região central leste da ilha, a sul de Canóvanas e Carolina; sudeste de Gurabo; leste de San Lorenzo; e oeste de Las Piedras. Juncos é dividida em 9 alas e Juncos Pueblo (O centro da cidade e a cidade administrativa). A cidade faz parte da Área Metropolitana de San Juan - Caguas - Guaynabo.